# Ray Reyes
 Ray Reyes León (Nova Iorque, 13 de março de 1970 - Lewitton, 30 de abril de 2021) foi um cantor de origem porto-riquenha, conhecido por fazer parte do grupo Menudo.

## Primeiros Anos
Nascido em Manhattan, Nova Iorque, mudou-se para Porto Rico aos cinco anos de idade, na companhia de seus pais e seu irmão, Raul. 

## Carreira
Em 1983, Ray iniciou sua carreira no Menudo substituindo Xavier Serbia, permaneceu no grupo até 1985. No ano seguinte, estabelecido no Brasil, iniciou carreira solo e gravou dois discos, Minha Música que trouxe repertório em português, e Una y Otra Vez, cantado em espanhol.
Em 1988 fez parte do trio Proyecto M, mais uma vez substituindo Xavier Serbia. Também faziam parte desse grupo seus ex-companheiros do Menudo, Johnny Lozada e René Farrait.
Após o fim do trio, Ray continuou fazendo jingles e participando de comerciais. Juntamente outros ex integrantes do Menudo iniciou o projeto chamado El Reencuentro no ano de 1998. Participaram deste projeto até junho de 2010 Johnny Lozada, Renné Farrait, Miguel Cancel, Ricky Meléndez, Charlie Masso, além do próprio Ray Reyes. O sucesso do projeto foi tão bom que o grupo teve que adicionar mais dois shows.

## Morte
Reyes faleceu em 30 de abril de 2021, de infarto, em sua casa em Lewitton, Toa Baja, Porto Rico.

## Discografia
| Título         | Detalhes                                                   |
| -------------- | ---------------------------------------------------------- |
| Minha Música   | - Lançamento: 1986 - Gravadora: Philips - Formatos: LP, K7 |
| Una y otra vez | - Lançamento: 1986 - Gravadora: Rey Records - Formatos: LP |